# Cheilodactylus zebra
Cheilodactylus  zebra — вид окунеподібних риб родини Джакасові (Cheilodactylidae). Це морський вид, що мешкає на заході Тихого океану біля берегів Японії та Тайваню. Тіло завдовжки до 22,1 см. Живиться дрібними безхребетними; в раціон входять краби, креветки та інші ракоподібні, поліхети, молюски, планктон тощо.